# Fallsberg

Fallsberg är en gård från medeltiden i Allhelgona socken (nuvarande Mjölby kommun). Den bestod av 2 mantal. 

## Gårdar
Gården var uppdela i mindre gårdar: Herrgården och Östergården.

### Herrgården
Herrgården bestod av 1 hemman.

### Östergården
Östergården bestod av 1⁄6 hemman.